# 伊韦塔·什兰科娃
伊韦塔·什兰科娃（1963年10月1日—），斯洛伐克女子曲棍球运动员。她曾代表捷克斯洛伐克国家队参加1980年夏季奥林匹克运动会曲棍球比赛，获得一枚银牌。